# IC 650
IC 650 — галактика типу P (особлива галактика) у сузір'ї Гідра.
Цей об'єкт міститься в оригінальній редакції індексного каталогу.